# The Stolen Jools
The Stolen Jools (ook bekend als The Slippery Pearls) is een Amerikaanse film uit  1931. Het opmerkelijke aan de film is dat de opbrengst naar een fonds tegen tuberculose ging; hierdoor speelde veel grote Hollywoodsterren in de film.

## Acteurs
| Acteur                | Personage |
| --------------------- | --------- |
| Douglas Fairbanks Jr. |           |
| Buster Keaton         |           |
| Stan Laurel           |           |
| Oliver Hardy          |           |
| Barbara Stanwyck      |           |
| Joan Crawford         |           |
| Edward G. Robinson    |           |
| Gary Cooper           |           |
| Maurice Chevalier     |           |
| Norma Shearer         |           |
| Eddie Kane            |           |
| Dorothy Lee           |           |
| Loretta Young         |           |
| Wallace Beery         |           |
| William Haines        |           |
| Victor McLaglen       |           |
| Warner Baxter         |           |
| Irene Dunne           |           |
| Richard Dix           |           |
| Richard Barthelmess   |           |
| Bert Wheeler          |           |
| Robert Woolsey        |           |
| Eugene Pallette       |           |
| Jack Oakie            |           |
| Fay Wray              |           |
| Joe E. Brown          |           |